# Route territoriale en France
En France, les routes territoriales sont des routes gérées par les collectivités territoriales comme la Corse, la Nouvelle-Calédonie, les DOM/ROM et les COM. Elles correspondent à des liaisons d'importance régionale.
Dans les DROM et dans les COM, elles sont sous forme de route nationale.

## Collectivités particulières

### EnNouvelle-Calédonie
- Route territoriale RT 1
- Route territoriale RT 2
- Route territoriale RT 3
- Route territoriale RT 4

### EnCorse
En Corse, il existe sept routes nationales gérées par la collectivité territoriale de Corse. 
Dans le cadre du schéma directeur des routes territoriales de Corse 2011-2021, ces nationales seront reclassées en route territoriale avec une numérotation en RT au cours de l'automne 2014.
Liste des routes territoriales à partir de l'automne 2014 :

Cartographie des routes Territoriales de Corse

- Route territoriale 10 (Borgo - Bonifacio)
- Route territoriale 11 (Borgo - Bastia)
- Route territoriale 12 (ouest de Bastia)
- Route territoriale 20 (Borgo - Ajaccio)
- Route territoriale 21 (sud d'Ajaccio)
- Route territoriale 22 (nord d'Ajaccio)
- Route territoriale 30 (Ponte-Leccia - Calvi)
- Route territoriale 40 (Ajaccio - Bonifacio)
- Route territoriale 50 (Corte - Aléria)

De plus, les anciens tronçons ou les tronçons en attente de déclassement porteront un numéro à 3 chiffres :
- Route territoriale RT 101 : traverse de Porto-Vecchio
- Route territoriale RT 201 : traverse de Bocognano
- Route territoriale RT 202 : traverse de Venaco
- Route territoriale RT 203 : traverse de Bistuglio
- Route territoriale RT 204 : traverse de Francardo
- Route territoriale RT 205 : traverse de Borgo
- Route territoriale RT 301 : Route nationale 2197 (Ponte-Leccia - Calvi par Belgodère)
- Route territoriale RT 401 : ancienne route autour de Ponte Vecchiu
- Route territoriale RT 402 : Route nationale 196 (traversée de Propriano)
- Route territoriale RT 501 : accès à la plage de Padulone (Aléria)

## Les départements et régions d'outre-mer (DOM/ROM)

### EnMartinique
- Route nationale 1
- Route nationale 2
- Route nationale 3
- Route nationale 4
- Route nationale 5
- Route nationale 6
- Route nationale 7
- Route nationale 8
- Route nationale 9

### EnGuadeloupe
- Route nationale 1
- Route nationale 2
- Route nationale 3
- Route nationale 4
- Route nationale 5
- Route nationale 6
- Route nationale 8
- Route nationale 9
- Route nationale 10
- Route nationale 11

### EnGuyane
- Route nationale 1
- Route nationale 2
- Route nationale 3
- Route nationale 4

### ÀLa Réunion
- Route nationale 1
- Route nationale 1a
- Route nationale 2
- Route nationale 3
- Route nationale 4
- Route nationale 5
- Route nationale 6
- Route nationale 7
- Route nationale 102
- Route nationale 1001
- Route nationale 2002

### ÀMayotte
- Route nationale 1
- Route nationale 2
- Route nationale 3
- Route nationale 4

## Lescollectivités d'outre-mer (COM)

### EnPolynésie française
- 28 routes territoriales

### ÀSaint-Pierre-et-Miquelon
- Route nationale 1
- Route nationale 2
- Route nationale 3
- Route nationale 4

### ÀSaint-Barthélemy
Aucune route territoriale ou nationale.

### ÀSaint-Martin
- Route nationale 7

### ÀWallis-et-Futuna
- Route territoriale RT 1 (Wallis)
- Route territoriale RT 2 (Wallis)
- Route territoriale RT 3 (Wallis)
- Route territoriale RT 4 (Wallis)
- Route territoriale RT 5 (Wallis)
- Route territoriale RT 6 (Wallis)
- Route territoriale RT 1 (Futuna)
- Route territoriale RT 2 (Futuna)

## Cartouche
En 2014, la collectivité territoriale de Corse a également mis en place un nouveau type de cartouche pour identifier les routes territoriales dont elle a la gestion depuis 1993.
- – Route territoriale

À noter que ce cartouche n'est pas réglementaire.